# Пророк Гад
Гад (хебр. גד החוזה) - један од великих старозаветних пророка. Био је савременик и близак пријатељ Цара Давид, у Библији назива се „пророк и видовњак Давидов“. У периоду када је Давид бежао од прогона Саула Гад му је помогао саветом (1 Самуилова, 22:5). Пошто је Давид постао краљ Израела Гад је постао један од његових саветника, и заједно са пророком Натаном успоставио је службу левита певача и музичара. Након пописа који је спровео Давид пророк Гад је дошао к њему да га обавести о Божијој казни за то дело (2 Самуилова, 24:11). 